# Giacomo Benvenuti
Giacomo Benvenuti (* 16. März 1885 in Toscolano; † 20. Januar 1943 in Salò) war ein italienischer Musikwissenschaftler und -herausgeber, Komponist und Organist.

## Leben und Wirken
Giacomo Benvenuti erhielt den ersten Musikunterricht von seinem Vater, dem Organisten Cristoforo Benvenuti. Er setzte seine Ausbildung in Brescia und dann bei Luigi Torchi und Marco Enrico Bossi am Musiklyzeum von Bologna fort. Während der Studienzeit war er mit dem Schriftsteller Riccardo Bacchelli und mit Ottorino Respighi befreundet und arbeitete mehrfach als Orchester-Repetitor für Ferruccio Busoni.  Er erhielt 1909 das Diplom als  Komponist und vervollkommnete seine Ausbildung in Dresden und bei Adolf Sandberger in München.
Seine ersten Kompositionen übergab Willem Mengelberg Eugen d’Albert, der sie dem Musikverlag Schott in Mainz empfahl. Dort erschienen zwischen 1909 und 1912 mehrere seiner Vokal- und Instrumentalkompositionen, darunter eine Sammlung von Klavierstücken. Die Casa Pizzi druckte in dieser Zeit seine Canti ad una voce con accompagnamento di pianoforte. 1912 gewann er mit einer Ouvertüre für großes Orchester und einem Streichquartett zwei Musikwettbewerbe. Bei Ricordi erschienen 1919 die Frammenti di lirici greci für Stimme und Klavier und 1929 Tre quartine di Omar Kayyam. Mit der Oper Juan e José gewann Benvenuti 1928 einen Preis der Zeitschrift Secolo in Mailand. Das Werke wurde nie aufgeführt und gedruckt, ebenso wie eine Sinfonie und eine sinfonische Dichtung.
Bereits während seiner Studienzeit galt sein Hauptinteresse aber der Musikwissenschaft und -geschichte. Er transkribierte Werke von Giovanni Battista Sammartini, Girolamo Frescobaldi und Marco Antonio Cavazzoni, unterrichtete Sänger und Instrumentalisten in der Aufführung Alter Musik und gab Orgelkonzerte. Bei Riccordi gab er die Sammlungen XXV arie di vari autori del sec. XVII a una voce con accompagnamento di pianoforte (mit Werken von Francesco Rasi, Claudio Monteverdi, Domenico Manzolo, Giovanni Pietro Berti, Guglielmo Miniscalchi, Girolamo Frescobaldi, Nicolò Fontei, Pietro Andrea Ziani, Lodovico Busca, Giovanni Lorenzo Gregori, Francesco Antonio Pistocchi) und Cembalisti italiani del Settecento. (mit Werken von Baldassare Galuppi, Ferdinando Bertoni, Vincenzo Manfredini, Giuseppe Antonio Paganelli, Giuseppe Paladini, Pietro Domenico Paradies, Fulgenzio Perotti, Giovanni Battista Pescetti, Giovanni Marco Rutini, Pietro Pompeo Sales, Giovanni Battista Sammartini, Giovanni Battista Serini) heraus.
Sein besonderes Interesse galt dem Opernschaffen von Claudio Monteverdi, eine Ausgabe der L’Orfeo für das Teatro Reale dell'Opera erschien 1934 bei Ricordi, eine Ausgabe von L’incoronazione di Poppea erschien 1937 in Mailand. Im Rahmen der Reihe Istituzioni e monumenti dell’arte musicale italiana veröffentlichte er 1931–1932 in zwei Bänden Andrea e Giovanni Gabrieli e la musica strumentale in S. Marco. Auf sechzig Bände ausgelegt war die Reihe I Classici musicali italiani, von der jedoch nur die ersten 15 Bände realisiert wurden.